# Harald Nordström
Fritz Harald Nordström, född 11 oktober 1889 i Malmö, död 8 juli 1946 i Stockholm, var en svensk folkbildningsman.
Harald Nordström var son till överläraren Per Nordström. Han avlade studentexamen i Malmö 1908 och studerade därefter vid universiteten i Lund och Uppsala, tills han 1913 blev lärare vid Storviks folkhögskola. Därifrån kom han 1918 till Bergslagets praktiska skolor i Domnarvet, där han till 1939 verkade som bibliotekarie, lärare och ledare för det fria folkbildningsarbetet och ungdomsvården. 1939–1942 var Nordström anställd vid Radiotjänst som ledare för dess folkbildningssektion och som bibliotekarie. Från 1942 till sin död var han rektor för Industriens upplysningstjänst, där hans uppdrag var att sprida kunskap om det industriella näringslivet och dess uppgifter i samhället. Nordström var en av pionjärerna för bildningsverksamheten för dem som lämnat folkskolan. Insatsen vid skolorna i Domnarvet ledde till att han 1936 kallades till kommissarie för folkbildningsavdelningen vid utställningen Fritiden i Ystad, där hans arbete vid Bergslagets skolor blev allmänt känt. För Radiotjänst planlade och ledde han särskilt föreläsningar och kurser om beredskapen och folkförsörjningen. Under åtta år var han verkställande ledamot av Dalarnas biblioteksförbund och vice ordförande i Dalarnas föreläsningsförbund samt ledamot av styrelsen för Sveriges allmänna biblioteksförening. Bland hans utgivna skrifter märks Levande minneskunskap. Uppslagsböcker och deras metodiska användning (1936), Medborgarvett och medborgarrätt. Lärobok i svensk samhällslära för ungdomsskolor och studiecirklar (1938), samt redigerade Svensk industri på frammarsch (1943).